# Христо Иванов – Големия
Вижте пояснителната страница за други значения на Христо Иванов.
Христо Иванов Крачулов, известен като Големия, Книговезеца, Ловчалията и Войводата, е български националреволюционер, близък другар на Васил Левски, участник в Българските легии в Белград, деен член на Търновския частен революционен комитет и Вътрешната революционна организация (ВРО). Участник в Априлското въстание (1876), Руско-турската война (1877 – 1878) и Сръбско-българската война (1885). Политик от Народно-либералната партия (стамболовисти) Народен представител в VI ОНС.

## Биография
Христо Иванов е роден на 14 септември 1838 г. в село Къкрина, Ловешко. Бащата Иван Крачула е земеделец, дребен търговец и кираджия. През 1846 г. семейството се преселва в Ловеч и живее в квартал Дръстене. Учи в Горнокрайското взаимно училище „Свети Апостоли“ при учителите Петко Славейков и Манол Лазаров. Усвоява като чирак и калфа два занаята – кожухарство и книговезство при свещеник Лукан Лилов (1851 – 1855). Отваря самостоятелна кожухарска работилница. При пътувания за закупуване на кожи влиза в чести сблъсъци с мародери.
През 1860 г. емигрира в Сърбия. Тук се запознава с Георги Раковски и Васил Левски. Работи в книговезниците „Волф“ и „Караджич“ и в „Сръбската правителствена книговезница“. Постъпва в Първата българска легия (1862), където преминава начално военно обучение. Участва в битките за Белградската крепост при Варош капия, Сава капия, Делийската чешма и Байраклъ джамия.
След разтурянето на Легията се завръща в България и се установява в Пловдив. Работи като книговезец при Христо Г. Данов и Йоаким Груев. Закупува инструменти и отваря своя работилница. Активно участва в борбата за Българска православна църква.
Урежда си документи за емиграция в Америка. С кораб пътува по маршрута Цариград – Сицилия – Генуа – Марсилия. Поради изчерпване на парите отпътува за Порт Саид и работи на строежа на Суецкия канал.
Завръща се в Сърбия и на 12 октомври 1867 г. постъпва във Втората българска легия. Тук изучава полска и лагерна служба, устави, фортификация, оръжие, езда и фехтовка. На изпитите в легията се представя отлично и получава военно звание „Капрал“.
От 1862 г. активно сътрудничи на Васил Левски и се ангажира със създаването на Вътрешната революционна организация (ВРО). Заселва се във Велико Търново и още през 1870 г. създава Търновския частен революционен комитет, на който е председател, а по-късно подпредседател. Във ВРО неуморно организира тяхната мрежа и дейност. Подчинен е пряко на Васил Левски. След обединението на ВРО и БРЦК получава от Васил Левски пълномощно да следи работата на шест комитета в района Русе-Търново-Стара Загора-Сливен. Участва в акции за набавяне на пари и оръжие.
След смъртта на Васил Левски продължава революционната си дейност. Участва в част от заседанията на Гюргевския революционен комитет. Помощник е на Стефан Стамболов в Първи търновски революционен окръг за Ловеч, Троян, село Ново село и Севлиево. Участва в битки по време на Априлското въстание при село Ново село, Дебневския боаз и връх Марагидик. След поражението на въстанието се укрива в Ловеч в скривалището на доведения си брат Никола Цвятков до началото на юли 1877 г.
Успява да напусне Ловеч и се присъединява към Руската армия. С отряда на полковник Алексей Жеребков се сражава при първото освобождение на Ловеч. Участва в защитата на града при настъплението на Рифат паша, но не успява да го напусне при възстановяването на турската власт. Отново се укрива, този път в скривалището на Величка Хашнова. След второто освобождение на Ловеч създава българска доброволческа чета за разузнаване и прочистване на района от скитащи турски войници, башибозук и черкези. Съдейства на генерал-лейтенант Йосиф Гурко при освобождението на Етрополе, Ботевград, София и Пловдив.
След Освобождението участва в създаването на Комитетите „Единство“. Работи като иконом в стопанството „Образцов чифлик Русе“ (1880 – 1881). Възстановява книговезката си работилница. Продава книги и ученически пособия. Формира Търновска доброволческа чета „Раковски-Левски“ от 500 души и е неин войвода по време на Сръбско-българската война (1885).
Деен член на Народно-либералната партия (стамболовисти). Народен представител от Ловеч в VI обикновено народно събрание (1890 – 1893). Оставя ценни „Спомени“ за революционните борби.

## Награди
- Орден „За храброст“
- Орден „За гражданска заслуга“

## Посмъртно признание
През 1984 г. на ул. „Максим Райкович“ във Велико Търново е открит бронзов паметник в цял ръст на Христо Иванов-Големия. Скулптор на паметника е Георги Върлинков, а архитект Косьо Антонов. Улици в Ловеч и София (Карта) носят неговото име. През 2011 г. негов барелеф е поставен на Къкринското ханче.
Къщата му във Велико Търново е реновирана през 2019 г. като къща за гости с музейна експозиция за живота му.